# Vlag van Lichtenvoorde

Vlag van Lichtenvoorde
(1969-2005)

Vlag van Lichtenvoorde
(1954-1969)

De vlag van Lichtenvoorde is het gemeentelijk dundoek van de voormalige Gelderse gemeente Lichtenvoorde. De vlag werd op 30 oktober 1969 per raadsbesluit aangenomen.
De beschrijving luidt:
"Twee banen van gelijke lengte, geel en rood; op de delingslijn een wapenschild met ronde voet ter hoogte van 2/3 (van de hoogte van de vlag);het wapenschild gedeeld: I in rood een leeuw van wit, getongd, genageld en gekroond van geel; II in geel een geopende burcht van rood."
Een vlag die overgeleverd is via de fotocollectie van de gemeente Lichtenvoorde bevat een variant van de vlag die mogelijk onofficieel in gebruik is geweest is vanaf 1954 tot de aanname via het raadsbesluit van 1969. Het wapen op deze vlag is gedekt met een markiezenkroon. De kroon komt echter niet voor op het gemeentewapen.

## Verwante afbeelding

Wapen van Lichtenvoorde

Ammerzoden 
· Angerlo 
· Batenburg 
· Beesd 
· Bemmel 
· Bergh 
· Bergharen 
· Beusichem 
· Borculo 
· Brakel 
· Didam 
· Dinxperlo 
· Dodewaard 
· Dreumel 
· Echteld 
· Eibergen 
· Elst 
· Ewijk 
· Geldermalsen 
· Gendringen 
· Gendt 
· Gorssel 
· Groenlo 
· Groesbeek 
· Hedel 
· Heerewaarden 
· Hemmen 
· Hengelo 
· Herwen en Aerdt 
· Heteren 
· Heukelum 
· Hoevelaken 
· Horssen 
· Huissen 
· Hummelo en Keppel 
· Hurwenen 
· Kerkwijk 
· Kesteren 
· Laren 
· Lichtenvoorde 
· Lienden 
· Lingewaal 
· Maurik 
· Millingen aan de Rijn 
· Neede 
· Neerijnen 
· Overasselt 
· Rijnwaarden 
· Rossum 
· Ruurlo 
· Steenderen 
· Ubbergen 
· Valburg 
· Vorden 
· Wadenoijen 
· Wamel 
· Warnsveld 
· Wehl 
· Wisch 
· Zelhem 
· Zoelen